# Avanguardia Popolare Socialista
Avanguardia Popolare Socialista (Vanguardia Popular Socialista, VPS) è stato un partito politico cileno

## Storia
Creato nel 1938, il partito è stato il diretto erede del Movimento Nazional Socialista del Cile (MSN) e venne fondato come una conseguenza del fallito golpe fascista nel 1938 e della conseguente sua repressione. Includeva Jorge González von Marées e Miguel Serrano, mentre l'ex membro MSN Carlos Keller ha rifiutato di farne parte. La VPS ha ottenuto il 2,5% alle politiche del 1941, eleggendo due deputati.
La VPS è stata sciolta nel 1942, la maggioranza dei suoi membri aderiranno all'Unión Nacionalista del Chile di Juan Gómez Milla.